# 치바스 엘 패소 패트리어츠
치바스 엘 패소 패트리어츠는 엘 패소 패트리어츠를 승계한 미국 텍사스주 엘패소를 연고지로 하는 아마추어 축구팀이다. 현재 USL 프리미어 디벨로프먼트 리그 소속이다. 원래 엘 패소 패트리어츠였으나 멕시코의 CD 과달라하라와 제휴계약을 맺으면서 이름 앞에 치바스를 붙여 현재의 이름으로 바꾸었다.

## 역대 감독
| 감독 | 임기 |
| ---- | ---- |
| 치타 | 2002 |